# Municipio de Ogallah
El municipio de Ogallah (en inglés: Ogallah Township) es un municipio ubicado en el condado de Trego en el estado estadounidense de Kansas. En el año 2010 tenía una población de 173 habitantes y una densidad poblacional de 0,46 personas por km².

## Geografía
El municipio de Ogallah se encuentra ubicado en las coordenadas 39°1′22″N 99°41′48″O / 39.02278, -99.69667. Según la Oficina del Censo de los Estados Unidos, el municipio tiene una superficie total de 372.88 km², de la cual 372,7 km² corresponden a tierra firme y (0,05 %) 0,17 km² es agua.

## Demografía
Según el censo de 2010, había 173 personas residiendo en el municipio de Ogallah. La densidad de población era de 0,46 hab./km². De los 173 habitantes, el municipio de Ogallah estaba compuesto por el 91,91 % blancos, el 0,58 % eran amerindios, el 6,94 % eran de otras razas y el 0,58 % eran de una mezcla de razas. Del total de la población el 6,94 % eran hispanos o latinos de cualquier raza.